# Bima (vattendrag)
Bima är en flod i Kongo-Kinshasa, ett biflöde till Uele. Den rinner genom provinsen Bas-Uele, i den norra delen av landet, 1 400 km nordost om huvudstaden Kinshasa.